# Castello di Govone
| Imagem: Residências da Casa de Saboia | Castello di Govone está incluído no sítio "Residências da Casa de Saboia", Património Mundial da UNESCO. |  |

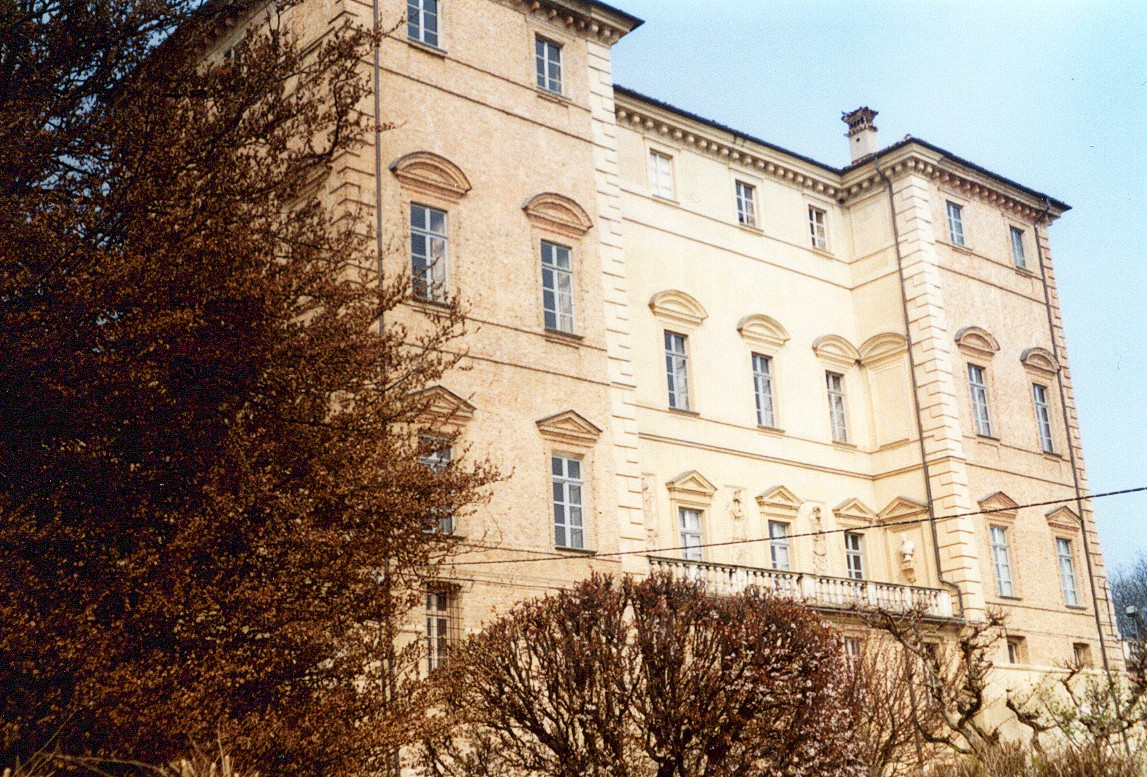
Fachada posterior do Castello di Govone.

O Castello di Govone é um palácio italiano que se encontra no nº 1 da Piazza Roma, em Govone, Província de Cuneo, no Piemonte.
Foi uma das Residências da Casa de Saboia, declaradas Património Mundial da Humanidade em 1997, entre 1792 e 1870. Faz parte do circuito dos "Castelos Abertos" do Baixo Piemonte. Actualmente serve como palácio comunal. 

## História
No local onde surge o palácio, no alto da colina, já se erguia uma fortaleza na época medieval.
Em finais do século XVII, os Condes de Solaro encomendaram ao arquitecto Guarino Guarini os trabalhos de ampliação do castelo. O arquitecto preparou desenhos mas não levou o projecto a termo. Os trabalhos foram retomados no século seguinte pelo arquitecto Benedetto Alfieri, este último partindo dos desenhos de Guarini.
O castelo tornou-se propriedade da Casa de Saboia em 1792. Depois do período napoleónico foi escolhido como residência estival juntamente com o Castello Ducale di Agliè.
No início do século XIX, o Rei Carlos Félix, juntamente com a sua esposa, Maria Cristina, mandou restaurar completamente o castelo com base nos seus próprios desenhos. De forma análoga se actuou no parque adjacente, dotando-o de um jardim à italiana.
Desde o final do século XIX, o castelo - que ganhou uma particular notoriedade devido à estadia, em 1730, de Jean-Jacques Rousseau, na época acabado de entrar ao serviço do Conte Ottavio Solaro - é propriedade da Comuna de Govone.
Faz parte do circuito dos oito castelos desde 2007, melhor conhecido como Castelli Doc. A rede inclui os castelos de Grinzane Cavour, Barolo, Serralunga d'Alba, Govone, Magliano Alfieri, Roddi, Mango e Benevello. Por outro lado, também está inserido no circuito dos "Castelo Abertos" ("Castelli Aperti") do Baixo Piemonte.

## Visita
Como em muitas outras residências históricas saboianas do Piemonte, é um destino recordado pelos visitantes especialmente pela monumental e cenográfica escaria de honra com duas rampas, rica em relevos e atlantes provenientes dos jardins da Reggia di Venaria Reale. 
De particular beleza são, também, as salas, de modo especial as decoradas por preciosos mapas chineses. O salão de baile é afrescado com cenas que reproduzem o epiódio mitológico de Níobe - obra de Luigi Vacca e Fabrizio Sevesi.
Dos mesmos Vacca e Sevesi são os afrescos do grande salão central que, jogando com o claro-escuro da técnica trompe-l'oeil, simulam com sugestivo realismo a ilusão da presença de estátuas.